# Ferruccio Bonapace
Ferruccio Bonapace (Montecchio Maggiore, 1893 – Malì Scindeli, 21 febbraio 1941) è stato un militare italiano, insignito della medaglia d'oro al valor militare alla memoria nel corso della seconda guerra mondiale.

## Biografia
Nacque a Montecchio Maggiore, provincia di Vicenza, nel 1893, figlio di Cirillo e Ausonia Borghero.
Arruolato nel Regio Esercito, assegnato al 12º Reggimento bersaglieri nel 1913, fu trattenuto in servizio attivo e a partire dal 24 maggio 1915 partecipò alla Grande Guerra combattendo sul Monte Pasubio, dove fu ferito ad una gamba, e poi sul Carso, dove rimase nuovamente ferito con la perdita di un polmone. Congedato nel 1919 con il grado di tenente di complemento, nonostante la menomazione, partecipò con Gabriele D'Annunzio all'impresa di Fiume, stringendo duratura amicizia con il poeta.
Nel 1923 entrò in servizio permanente nella Milizia Volontaria Sicurezza Nazionale in forza alla 43ª Legione CC.NN. "Piave" con l'incarico di aiutante maggiore. Frequentò poi nel 1925 il corso di educazione fisica alla Farnesina e conseguita la qualifica di ottimo istruttore premilitare, fu promosso centurione e trasferito al XLII Battaglione CC.NN di cui divenne comandante nel 1931 con la promozione a seniore. Passò poi, nel 1935, alla 41ª Legione CC.NN. "Trento" e nel 1936 all'Ispettorato premilitare della V Zona CC.NN. "Venezia-Tridentina" di Bolzano in qualità di ispettore. Nel marzo del 1938, quando morì D'Annunzio, fu tra coloro che trasportarono a spalla la bara del poeta. Promosso primo seniore nell’ottobre di quell'anno, assunse dapprima il comando del XLIV Battaglione CC.NN. "Schio" della 44ª Legione CC.NN. e dal giugno 1940 quello del XXIX Battaglione CC.NN "Arona" mobilitato. Il 20 dicembre dello stesso anno partiva per l'Albania per combattere sul fronte greco.  Cadde in combattimento a Malì Scindeli il 21 febbraio 1941, ucciso da una scheggia di un proiettile d'artiglieria da 75 mm, e fu insignito della medaglia d'oro al valor militare alla memoria. La salma rientrò in Italia nel corso degli anni sessanta del XX secolo, e fu tumulata nel cimitero di Montecchio Maggiore con tutti gli onori militari.

### Fonti
1. 1 2 3 4 5 6  Combattenti Liberazione.
2. 1 2 3  Gruppo Medaglie d'Oro al Valor Militare 1965, p. 577.
3. 1 2  Romeo di Colloredo Mells 2019, p. 24.
4. 1 2  Romeo di Colloredo Mells 2019, p. 25.
5. ↑   Medaglia d'oro al valor militare Bonapace, Ferruccio, su quirinale.it, Quirinale. URL consultato l'11 luglio 2021.